# Discografia de Robin Thicke
Esta é a discografia do cantor estadunidense Robin Thicke.

## Álbuns

### Álbuns de estúdio
| Ano                                                                              | Título                        | Detalhes | Melhor posição nas paradas | Melhor posição nas paradas | Melhor posição nas paradas | Melhor posição nas paradas | Melhor posição nas paradas | Melhor posição nas paradas | Melhor posição nas paradas | Melhor posição nas paradas | Melhor posição nas paradas | Melhor posição nas paradas | Vendas        | Certificações                                |
| Ano                                                                              | Título                        | Detalhes | EUA                        | US R&B                     | AUS                        | CAN                        | FRA                        | IRL                        | HOL                        | NZL                        | SUI                        | UK                         | Vendas        | Certificações                                |
| -------------------------------------------------------------------------------- | ----------------------------- | --- | -------------------------- | -------------------------- | -------------------------- | -------------------------- | -------------------------- | -------------------------- | -------------------------- | -------------------------- | -------------------------- | -------------------------- | ------------- | -------------------------------------------- |
| 2003                                                                             | A Beautiful World             | - Lançamento: 15 de abril de 2003 - Gravadora: NuAmerica, Interscope - Formatos: CD, digital download        | 152                        | —                          | —                          | —                          | —                          | —                          | 36                         | —                          | —                          | —                          | - : 63,000    |                                              |
| 2006                                                                             | The Evolution of Robin Thicke | - Lançamento: 3 de outubro de 2006 - Gravadora: Star Trak, Interscope - Formatos: CD, LP, digital download   | 5                          | 1                          | —                          | —                          | 184                        | —                          | 60                         | —                          | —                          | 30                         | - : 1,500,000 | - : Platina                                  |
| 2008                                                                             | Something Else                | - Lançamento: 30 de setembro de 2008 - Gravadora: Star Trak, Interscope - Formatos: CD, LP, digital download | 3                          | 3                          | —                          | 26                         | 92                         | —                          | 25                         | —                          | 65                         | 83                         | - : 500,000   | - : Ouro                                     |
| 2009                                                                             | Sex Therapy: The Session      | - Lançamento: 15 de dezembro de 2009 - Gravadora: Star Trak, Interscope - Formatos: CD, digital download     | 9                          | 2                          | —                          | —                          | —                          | —                          | —                          | —                          | —                          | —                          | - : 500,000   | - : Ouro                                     |
| 2011                                                                             | Love After War                | - Lançamento: 6 de dezembro de 2011 - Gravadora: Star Trak, Geffen - Formatos: CD, digital download          | 22                         | 6                          | —                          | —                          | —                          | —                          | —                          | —                          | —                          | —                          | - : 206,000   |                                              |
| 2013                                                                             | Blurred Lines                 | - Lançamento: 30 de julho de 2013 - Gravadora: Star Trak, Interscope - Formatos: CD, digital download        | 1                          | 1                          | 4                          | 1                          | 10                         | 5                          | 3                          | 5                          | 1                          | 1                          | - : 731,000   | - : Ouro - : Ouro - : Ouro - : Ouro - : Ouro |
| 2014                                                                             | Paula                         | - Lançamento: 1 de julho de 2014 - Gravadora: Star Trak, Interscope - Formatos: CD, digital download         | 9                          | 2                          | —                          | —                          | —                          | —                          | 88                         | —                          | 63                         | 200                        | - : 48,000    |                                              |
| "—" Denota gravações que não entraram nas paradas ou não foram lançadas no país. |                               | |                            |                            |                            |                            |                            |                            |                            |                            |                            |                            |               |                                              |

## Singles

### Como artista principal
| Título                                             | Ano  | Melhores posições nas paradas | Melhores posições nas paradas | Melhores posições nas paradas | Melhores posições nas paradas | Melhores posições nas paradas | Melhores posições nas paradas | Melhores posições nas paradas | Melhores posições nas paradas | Melhores posições nas paradas | Melhores posições nas paradas | Certificações                                                                                          | Álbum                         |
| Título                                             | Ano  | EUA                           | EUA R&B                       | AUS                           | CAN                           | FRA                           | IRL                           | HOL                           | NZL                           | SUI                           | UK                            | Certificações                                                                                          | Álbum                         |
| -------------------------------------------------- | ---- | ----------------------------- | ----------------------------- | ----------------------------- | ----------------------------- | ----------------------------- | ----------------------------- | ----------------------------- | ----------------------------- | ----------------------------- | ----------------------------- | --- | ----------------------------- |
| "When I Get You Alone"                             | 2003 | —                             | —                             | 17                            | —                             | —                             | —                             | 5                             | 8                             | 62                            | —                             | - : Ouro                                                                                               | A Beautiful World             |
| "Brand New Jones"                                  | 2003 | —                             | —                             | —                             | —                             | —                             | —                             | —                             | —                             | —                             | —                             | | A Beautiful World             |
| "Wanna Love You Girl" (com Pharrell)               | 2005 | —                             | 65                            | —                             | —                             | —                             | —                             | —                             | —                             | —                             | —                             | | The Evolution of Robin Thicke |
| "Lost Without U"                                   | 2007 | 14                            | 1                             | —                             | —                             | 54                            | 46                            | —                             | 37                            | —                             | 11                            | - : Platina                                                                                            | The Evolution of Robin Thicke |
| "Can U Believe"                                    | 2007 | 99                            | 15                            | —                             | —                             | —                             | —                             | —                             | —                             | —                             | —                             | | The Evolution of Robin Thicke |
| "Got 2 Be Down" (com Faith Evans)                  | 2007 | —                             | 60                            | —                             | —                             | —                             | —                             | —                             | —                             | —                             | —                             | | The Evolution of Robin Thicke |
| "Magic"                                            | 2008 | 59                            | 6                             | —                             | 60                            | —                             | —                             | 33                            | —                             | 64                            | 95                            | | Something Else                |
| "The Sweetest Love"                                | 2008 | 105                           | 20                            | —                             | —                             | —                             | —                             | —                             | —                             | —                             | —                             | | Something Else                |
| "Dreamworld"                                       | 2009 | —                             | 110                           | —                             | —                             | —                             | —                             | —                             | —                             | —                             | —                             | | Something Else                |
| "Sex Therapy"                                      | 2009 | 54                            | 1                             | —                             | —                             | —                             | —                             | —                             | —                             | —                             | —                             | | Sex Therapy: The Session      |
| "Rollacoasta" (com Estelle)                        | 2010 | —                             | —                             | —                             | —                             | —                             | —                             | —                             | —                             | —                             | —                             | | Sex Therapy: The Session      |
| "It's in the Mornin'" (com Snoop Dogg)             | 2010 | 117                           | 25                            | —                             | —                             | —                             | —                             | —                             | —                             | —                             | —                             | | Sex Therapy: The Session      |
| "Shakin' It 4 Daddy" (com Nicki Minaj)             | 2011 | —                             | 116                           | —                             | —                             | —                             | —                             | —                             | —                             | —                             | —                             | | Sex Therapy: The Session      |
| "Love After War"                                   | 2011 | 105                           | 14                            | —                             | —                             | —                             | —                             | —                             | —                             | —                             | —                             | | Love After War                |
| "Pretty Lil' Heart" (com Lil Wayne)                | 2011 | 106                           | 51                            | —                             | —                             | —                             | —                             | —                             | —                             | —                             | —                             | | Love After War                |
| "All Tied Up"                                      | 2012 | —                             | 23                            | —                             | —                             | —                             | —                             | —                             | —                             | —                             | —                             | | Love After War                |
| "Exhale (Shoop Shoop)"                             | 2012 | —                             | —                             | —                             | —                             | —                             | —                             | —                             | —                             | —                             | —                             | | sem álbum                     |
| "Blurred Lines" (com T.I. and Pharrell)            | 2013 | 1                             | 1                             | 1                             | 1                             | 1                             | 1                             | 1                             | 1                             | 1                             | 1                             | - : 6× Platina - : 9× Platina - : 3× Platina - : 1× Platina - : 9× Platina - : 5× Platina - : Diamante | Blurred Lines                 |
| "For the Rest of My Life"                          | 2013 | —                             | 42                            | —                             | —                             | 82                            | —                             | —                             | —                             | —                             | —                             | | Blurred Lines                 |
| "Give It 2 U" (com Kendrick Lamar)                 | 2013 | 25                            | 7                             | 41                            | 27                            | 53                            | 49                            | —                             | 29                            | —                             | 15                            | - : Ouro                                                                                               | Blurred Lines                 |
| "Feel Good"                                        | 2013 | —                             | —                             | —                             | —                             | 137                           | —                             | —                             | —                             | —                             | —                             | | Blurred Lines                 |
| "Get Her Back"                                     | 2014 | 82                            | 25                            | —                             | —                             | —                             | —                             | —                             | —                             | —                             | —                             | | Paula                         |
| "Still Madly Crazy"                                | 2014 | —                             | —                             | —                             | —                             | —                             | —                             | —                             | —                             | —                             | —                             | | Paula                         |
| "—" Denota gravações que não entraram nas paradas. |      |                               |                               |                               |                               |                               |                               |                               |                               |                               |                               | |                               |

### Como artista convidado
| Ano                                                                              | Título                                                        | Melhor posição | Melhor posição | Melhor posição | Álbum           |
| Ano                                                                              | Título                                                        | EUA            | EUA R&B        | UK             | Álbum           |
| -------------------------------------------------------------------------------- | ------------------------------------------------------------- | -------------- | -------------- | -------------- | --------------- |
| 2006                                                                             | "Shooter" (Lil Wayne com Robin Thicke)                        | —              | 97             | —              | Tha Carter II   |
| 2009                                                                             | "Lay Back" (Rick Ross com Robin Thicke)                       | —              | 111            | —              | Deeper Than Rap |
| 2009                                                                             | "Somebody to Love" (Leighton Meester com Robin Thicke)        | 111            | —              | —              | Love Is a Drug  |
| 2010                                                                             | "Fall Again" (Kenny G com Robin Thicke)                       | —              | 105            | —              | Heart and Soul  |
| 2014                                                                             | "Calling All Hearts" (DJ Cassidy com Jessie J & Robin Thicke) | —              | —              | 6              | Paradise Royale |
| "—" Denota gravações que não entraram nas paradas ou não foram lançadas no país. |                                                               |                |                |                |                 |

## Outras canções que entraram nas paradas
| Ano  | Título                                                   | Melhor posição | Álbum                           |
| Ano  | Título                                                   | EUA R&B        | Álbum                           |
| ---- | -------------------------------------------------------- | -------------- | ------------------------------- |
| 2006 | "Follow My Lead" (50 Cent com Robin Thicke)              | 118            | Curtis                          |
| 2008 | "You're My Baby"                                         | 91             | Something Else                  |
| 2008 | "Side Step"                                              | 121            | Something Else                  |
| 2008 | "Tie My Hands" (Lil Wayne com Robin Thicke)              | 103            | Tha Carter III & Something Else |
| 2008 | "Things You Make Me Do" (Ashanti featuring Robin Thicke) | 103            | The Declaration                 |
| 2009 | "Million Dolla Baby" (featuring Jazmine Sullivan)        | 102            | Sex Therapy                     |
| 2011 | "The New Generation"                                     | 113            | Love After War                  |
| 2011 | "I Don't Know How It Feels to Be U"                      | 118            | Love After War                  |

## Outras aparições
| Ano  | Título                        | Outro(s) artista(s)                                                 | Álbum                                                            |
| ---- | ----------------------------- | ------------------------------------------------------------------- | ---------------------------------------------------------------- |
| 1999 | Backing Vocals                | Gloria Loring                                                       | Turn the Page                                                    |
| 2003 | "The Prayer"                  | Gloria Loring                                                       | You Make It Christmas                                            |
| 2005 | "Switch" (R&B Mix)            | Will Smith                                                          | Lost and Found                                                   |
| 2006 | "Ask Myself"                  | Mary J. Blige                                                       | Mary J. Blige & Friends                                          |
| 2007 | "Follow My Lead"              | 50 Cent                                                             | Curtis                                                           |
| 2008 | "Things You Make Me Do"       | Ashanti                                                             | The Declaration                                                  |
| 2008 | "Tie My Hands"                | Lil Wayne                                                           | Tha Carter III                                                   |
| 2009 | "Cocaine"                     | 50 Cent                                                             | War Angel LP                                                     |
| 2009 | "Pregnant"                    | R. Kelly, Tyrese, The-Dream                                         | Untitled                                                         |
| 2009 | "Bad Girls"                   | Pitbull                                                             | Fast & Furious                                                   |
| 2010 | "Phantom"                     | Game                                                                | Sem álbum                                                        |
| 2010 | "Pushin' It"                  | Game, T.I.                                                          | Brake Lights                                                     |
| 2010 | "The Secret Garden"           | Quincy Jones, Usher, LL Cool J, Barry White, Tyrese, Tevin Campbell | Q Soul Bossa Nostra                                              |
| 2010 | "P.Y.T. (Pretty Young Thing)" | Quincy Jones, T-Pain                                                | Q Soul Bossa Nostra                                              |
| 2012 | "This Is Like"                | Tyga                                                                | Careless World: Rise of the Last King                            |
| 2012 | "Love-Hate"                   | Busta Rhymes                                                        | Year of the Dragon                                               |
| 2012 | "Next Move"                   | Keyshia Cole                                                        | Woman to Woman                                                   |
| 2013 | "All I've Ever Dreamed Of"    | Hit-Boy, Audio Push, K. Roosevelt                                   | All I've Ever Dreamed Of                                         |
| 2013 | "Power of Love"               | Chanel West Coast                                                   | Now You Know                                                     |
| 2013 | "Ride Like the Wind"          | Ron Burgundy                                                        | Anchorman 2: The Legend Continues: Music from the Motion Picture |
| 2015 | "I Don't Like It, I Love It"  | Flo Rida, Verdine White                                             | My House                                                         |

## Videoclipes

### Como artista principal
| Ano  | Título                                                      | Diretor(s)      |
| ---- | ----------------------------------------------------------- | --------------- |
| 2003 | "When I Get You Alone"                                      | Mat Kirkby      |
| 2003 | "Brand New Jones"                                           | Nzingha Stewart |
| 2005 | "Wanna Love You Girl" (com Pharrell)                        | Hype Williams   |
| 2006 | "Wanna Love You Girl" (Remix) (com Pharrell & Busta Rhymes) | Paul Brown      |
| 2006 | "Lost Without U"                                            | Benny Boom      |
| 2007 | "Can U Believe"                                             | Benny Boom      |
| 2008 | "Magic"                                                     | Robert Hales    |
| 2008 | "The Sweetest Love"                                         | Marc Baptiste   |
| 2009 | "Dreamworld"                                                | Anthony Mandler |
| 2009 | "Sex Therapy"                                               | Melina          |
| 2009 | "Rollacoasta" (com Estelle)                                 | Gil Green       |
| 2010 | "It's in the Mornin'" (com Snoop Dogg)                      | Gil Green       |
| 2011 | "Love After War"                                            | Hype Williams   |
| 2013 | "Blurred Lines" (com T.I. & Pharrell)                       | Diane Martel    |
| 2013 | "Give It 2 U" (Remix) (com Kendrick Lamar & 2 Chainz)       | Diane Martel    |
| 2013 | "Feel Good"                                                 | Sophie Muller   |
| 2014 | "Get Her Back"                                              | Jonas Åkerlund  |
| 2014 | "Still Madly Crazy"                                         | Robin Thicke    |

### Como artista convidado
| Ano  | Título                                                        | Diretor(s)      |
| ---- | ------------------------------------------------------------- | --------------- |
| 2006 | "Shooter" (Lil Wayne com Robin Thicke)                        | Benny Boom      |
| 2006 | "Follow My Lead" (50 Cent com Robin Thicke)                   | Bernard Gourley |
| 2009 | "Lay Back" (Rick Ross com Robin Thicke)                       | Gil Green       |
| 2009 | "Somebody to Love" (Leighton Meester com Robin Thicke)        | Zoe Cassavetes  |
| 2014 | "Calling All Hearts" (DJ Cassidy com Jessie J & Robin Thicke) | Director X      |